# Elisabethbrunnen (Wartburg)

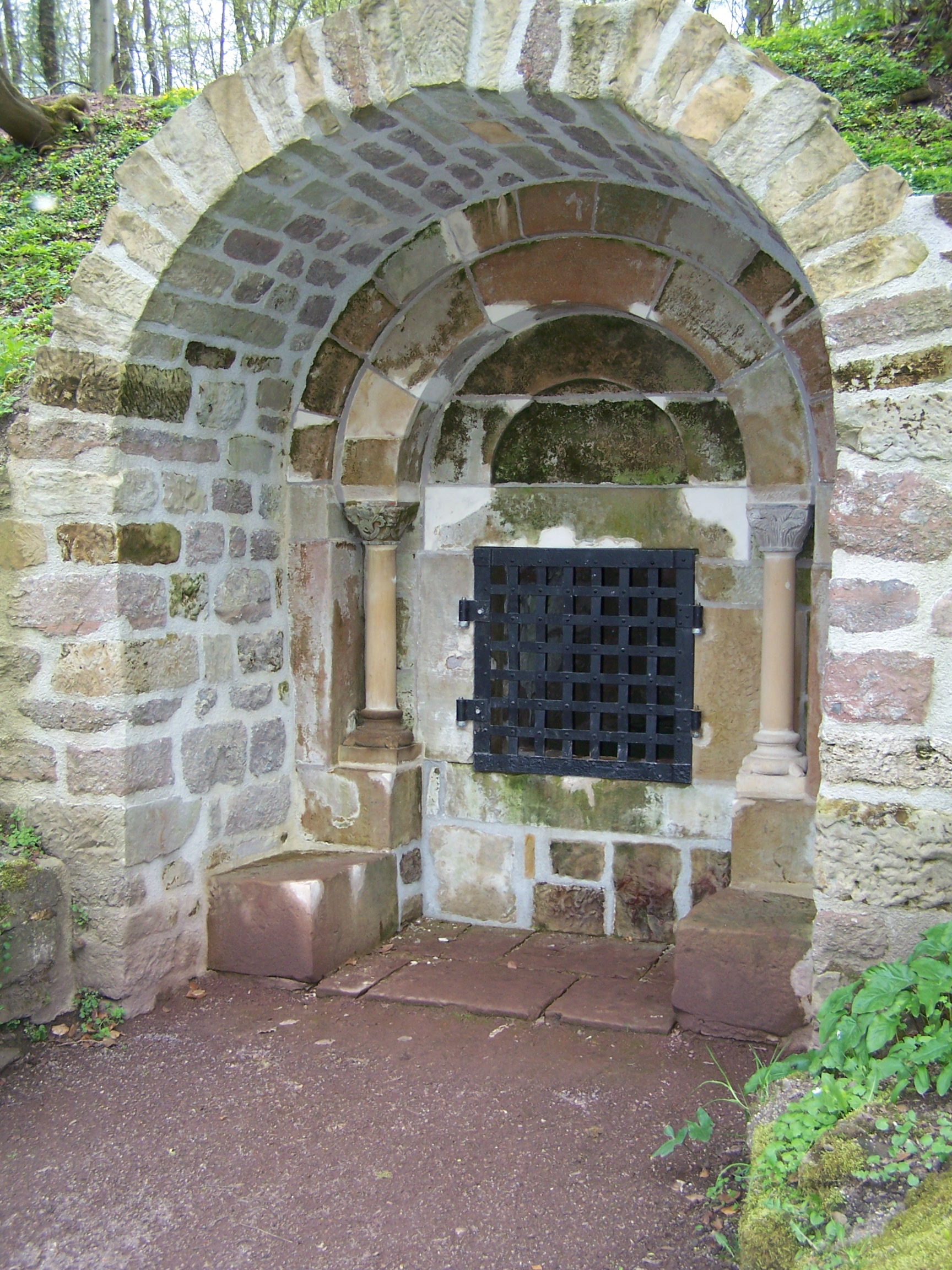
Elisabethbrunnen (2009)

Der Elisabethbrunnen ist eine mittelalterliche Quellfassung am Hauptzugangsweg der Wartburg bei Eisenach in Thüringen. Ganz in der Nähe befindet sich die Eselstation.

## Lage
Der Elisabethbrunnen befindet sich am Elisabethplan im Nordhang des Burgberges der Wartburg bei 325 m ü. NN, somit etwa 50 bis 75 Höhenmeter unterhalb der Burganlage.
Die Wartburgallee führt unmittelbar nördlich an dem Gelände des Elisabethbrunnens vorbei.

## Beschreibung

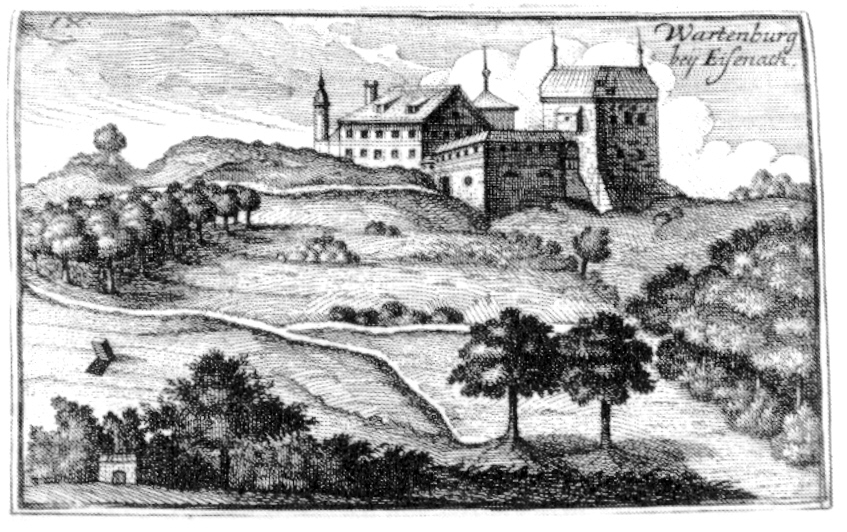
Am Elisabethbrunnen (um 1710)

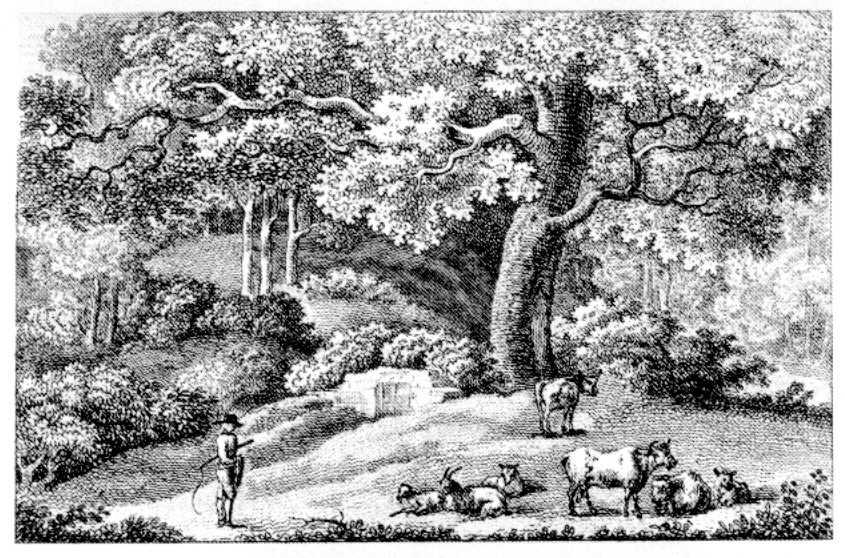
Am Elisabethbrunnen (um 1740)

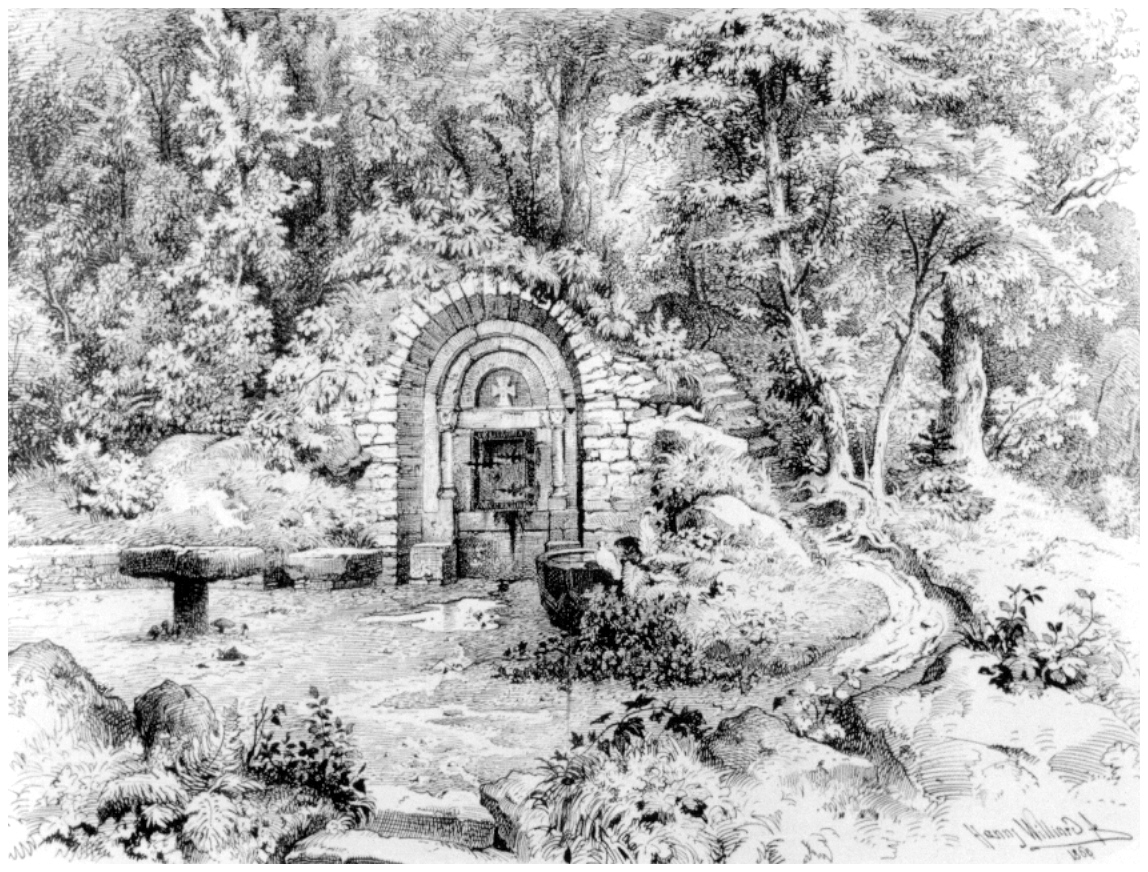
Ritgens Elisabethbrunnen (um 1860)

Bereits in der Gründungszeit der Burg musste das Wasser mühsam mit Hilfe von Eseln auf den Berg geschafft werden, um es dann in Fässern zu lagern oder in der Zisterne anzusammeln. Die hierzu hauptsächlich genutzte Quelle war der nach der Landgräfin Elisabeth benannte Elisabethbrunnen – eine spärlich fließende Schichtquelle.
Das heutige Aussehen des Brunnens entspricht in etwa der romantischen Vorstellung des 19. Jahrhunderts. Das in den Hang gesetzte Brunnenhaus wurde während der Wartburgrestaurierung durch den leitenden Architekten Hugo von Ritgen nach eigenen Vorstellungen und unter Verwendung von zwei Kapitellen aus dem Pallas der Burg erneuert. Zuvor war dieses Gelände, wie die etwa um 1740 datierte Abbildung Denhardts zeigt, zu einem von alten Bäumen beschatteten Tränk- und Rastplatz verwildert und die Quellfassung nur durch ein verwittertes Mauerwerk gesichert.
In seinem Wartburgführer erwähnt Ritgen, dass die Wasserqualität des Elisabethbrunnens durch das unvorsichtige Hantieren, sowie mangelhaft geleistete Wartungs- und Reinigungsmaßnahmen durch den beauftragten Eselstreiber oft unzureichend war, allein die Not nötigte einem den Genuss dieses Wassers….

## Geschichte
Der Platz der Quellfassung wurde wegen seiner Bedeutung für die Burggeschichte mehrfach untersucht.
Aus den Beschreibungen und durch heutige Inaugenscheinnahme lässt sich der ursprüngliche Aufbau nachvollziehen.
Der natürliche Quellenplatz war für eine dauerhafte Nutzung ungeeignet, hierzu wurde eine Quellfassung erstellt. Der anstehende Fels wurde um die Quelle freigelegt und in das Gestein wurde eine Art Nische eingearbeitet. Das hier aus dem Fels austretende Wasser ist in der Regel durch Schwebstoffe getrübt, daher wurde am Boden der Nische ein Sammelbecken in den Felsen eingearbeitet, der Schacht soll etwa zehn Meter tief sein, um durch die große Oberfläche möglichst rasch und viel Wasser auffangen zu können. Die unerwünschten Schwebstoffe lagern sich dann am Grunde des Schachtes ab. Zum Schutz vor äußeren Verunreinigungen und Unfällen wurde der Zugang zu dieser Nische mit einer Tür verschlossen. In einer späteren Ausbauphase wurde dieser Schacht durch eine nach außen führende Abflussleitung angebunden, das Wasser wurde in ein oder mehrere Becken geleitet, um es aufschöpfen zu können, sicher gab es in der unmittelbaren Nähe auch eine Viehtränke.

### Hospital der Elisabeth

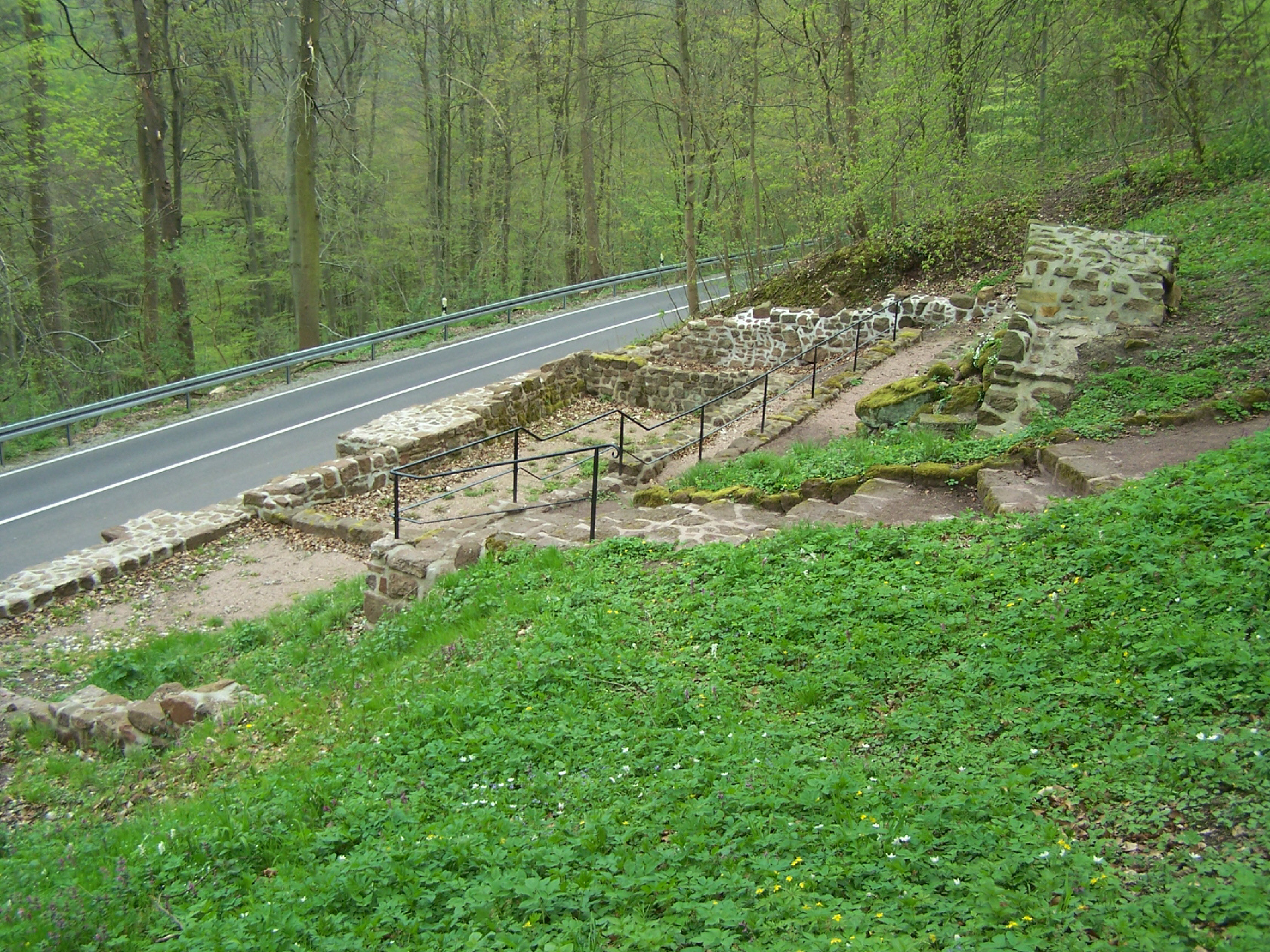
Grabungsareal Elisabethhospital

Aus der Wartburggeschichte ist die Gründung eines Hospitals im Nahbereich des Elisabethbrunnens überliefert. Die Landgräfin, die durch ihre Barmherzigkeit, Milde und Fürsorge für die Armen und Kranken berühmt war, veranlasste, dass dieses Gebäude direkt unterhalb der Quelle angelegt werden konnte. Somit konnten die hier eintreffenden Personen sofort gereinigt und versorgt werden.

### Franziskanerkloster auf dem Elisabethplan
Nach dem Tod und der Heiligsprechung der Elisabeth erhielten die Franziskaner die Möglichkeit, dicht oberhalb der Quelle und des Hospitals eine bescheidene Klosteranlage aufzubauen. Damit sollte der Hospitalbetrieb weiterhin ermöglicht werden und zugleich erhoffte man sich, hier einen Wallfahrtsort zu schaffen. Das Kloster bestand von 1331 bis 1525 und besaß neben einer Kirche auch mehrere Wirtschaftsgebäude. Die Anlage wurde mit einer Umfassungsmauer geschützt, die auch das Brunnenhaus und das Hospital mit einbezog. Nach dem Abzug der Franziskaner 1525 als Folge des auch im Eisenacher Gebiet auflodernden Bauernaufstandes wurde das Kloster aufgegeben, die Bauten dienten als wohlfeiles Baumaterial und Lagerplatz. Gleichzeitig muss auch der Hospitalbetrieb zum Erliegen gekommen sein, da die erforderlichen Abgaben und Spenden mit der Säkularisation des Klosters fortan ausblieben.

### Wiederherstellung durch Ritgen
Der Wartburgarchitekt Hugo von Ritgen gestaltete bereits 1851, noch in den Anfangsjahren der Wartburgrestaurierung den Elisabethbrunnen zu einer kleinen Gedenkstätte für die Heilige Elisabeth um. Vor die Felspartie und die Mauerreste setzte er eine grottenartige Einwölbung, die er mit zwei Säulchen vom Warttburgpallas schmückte. Zugleich sorgte er für eine Reinigung des Brunnenschachtes und sicherte so die Wasserversorgung der Burg. Bis zum Bau der Wartburg-Wasserleitung war der Elisabethbrunnen die wichtigste Trinkwasserquelle der Burg.
Die Wasserführung des Brunnens zeigte sich aber immer unzuverlässiger, daher wurde 1905 beim Bau einer Wasserleitung von der Wartburg in die Eisenacher Südstadt eine Versorgungsleitung zum Elisabethbrunnen angelegt.

## Archäologische Grabungen

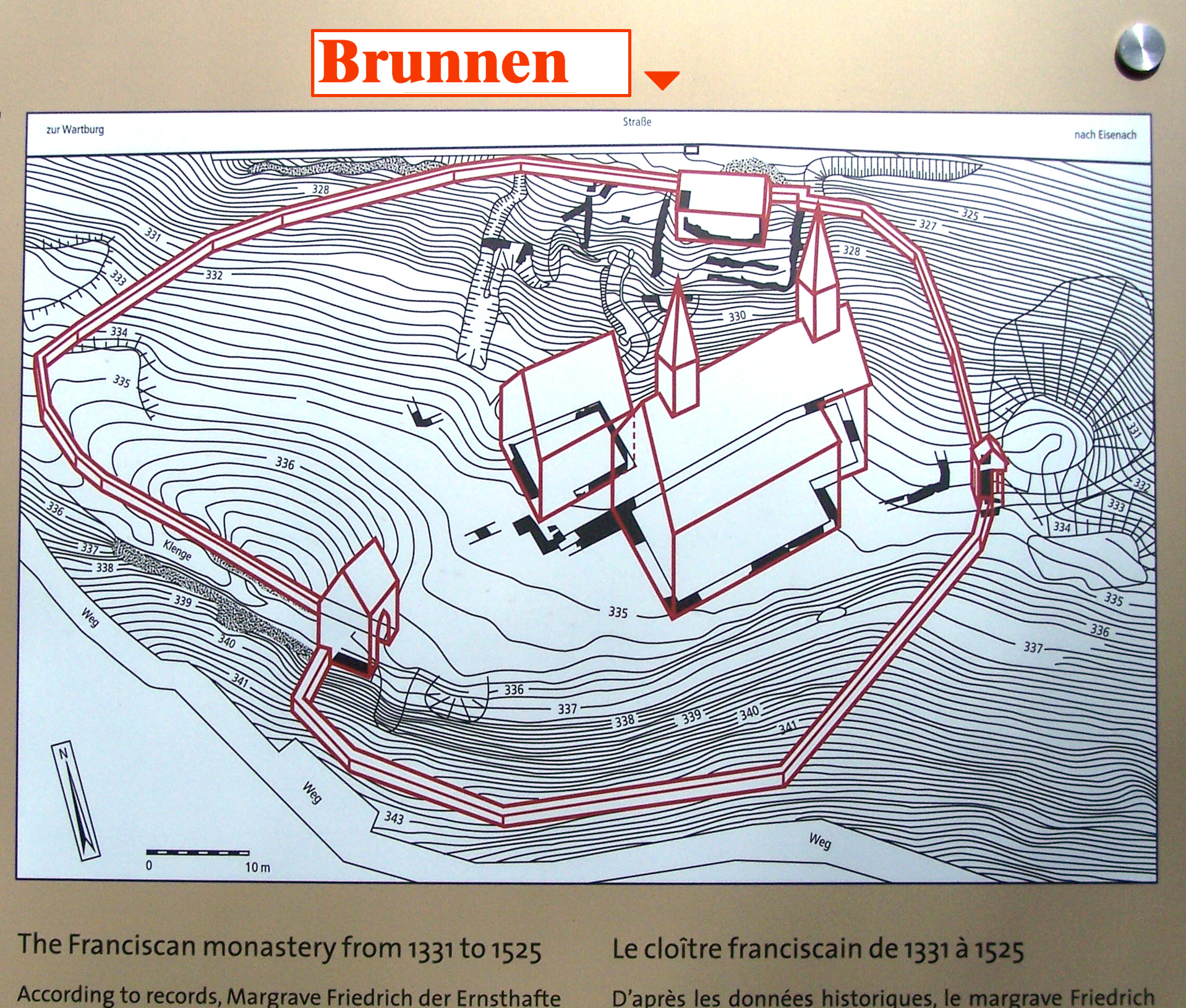
Übersichtsplan zur Grabung (2006)

Als 1924 mit weiteren Planierungs- und Verschönerungsarbeiten um den Elisabethbrunnen begonnen wurde, wurden im Boden verbliebenen Fundamentmauern des Siechenhauses und des Klosters aufgedeckt. Die für 1927 angesetzte Ausgrabung kam nicht zustande. Als man 1956 beim Straßenausbau nahe dem Brunnen erneut auf Mauerreste traf, wurde mit dem Thüringischen Museum für Ur- und Frühgeschichte eine wissenschaftliche Grabung vereinbart, welche zunächst vom 12. August bis 23. September 1957 einen ersten Bereich um den Elisabethbrunnen freilegen konnte. Die in den Suchschnitten eingemessenen Mauerreste ließen auf eine weiträumige Bebauung schließen, die in den Folgejahren geplanten Grabungskampagnen wurden dann aber nur noch durch die Wartburgstiftung mit Unterstützung durch eine lokale Grabungsmannschaft fortgesetzt und mussten am 5. Oktober 1964 aus finanziellen Gründen eingestellt werden.
Für das Elisabeth-Jubiläum im Jahr 2007 wurde eine Neugestaltung des Elisabethplanes gewünscht, dies gab Anlass die wissenschaftliche Untersuchung des Hospitalbereiches und des Klosters zum Abschluss zu bringen. Die wichtigsten Grabungsbefunde wurden bereits am Tag des Offenen Denkmals im September 2006 durch Führungen vorgestellt und im Folgejahr publiziert. Beim Ausgestalten des Platzes wurde der Elisabethbrunnen und angrenzende Mauerpartien saniert, Zuwege und Treppen gesichert und Informationstafeln aufgestellt. Vor den archäologisch gesicherten Mauern des Siechenhauses und der kleinen Klosterkirche wurde auf einer ebenerdigen Bodenplatte ein Elisabeth-Denkmal aufgestellt. Die überlebensgroße bronzene Figur des Berliner Bildhauers Hans Dammann (1867–1942) war ursprünglich als Trauerfigur für ein Grabmal gedacht und stellt eine Frau mit einem Rosenstrauß im Arm dar.

## Gegenwärtige Nutzung

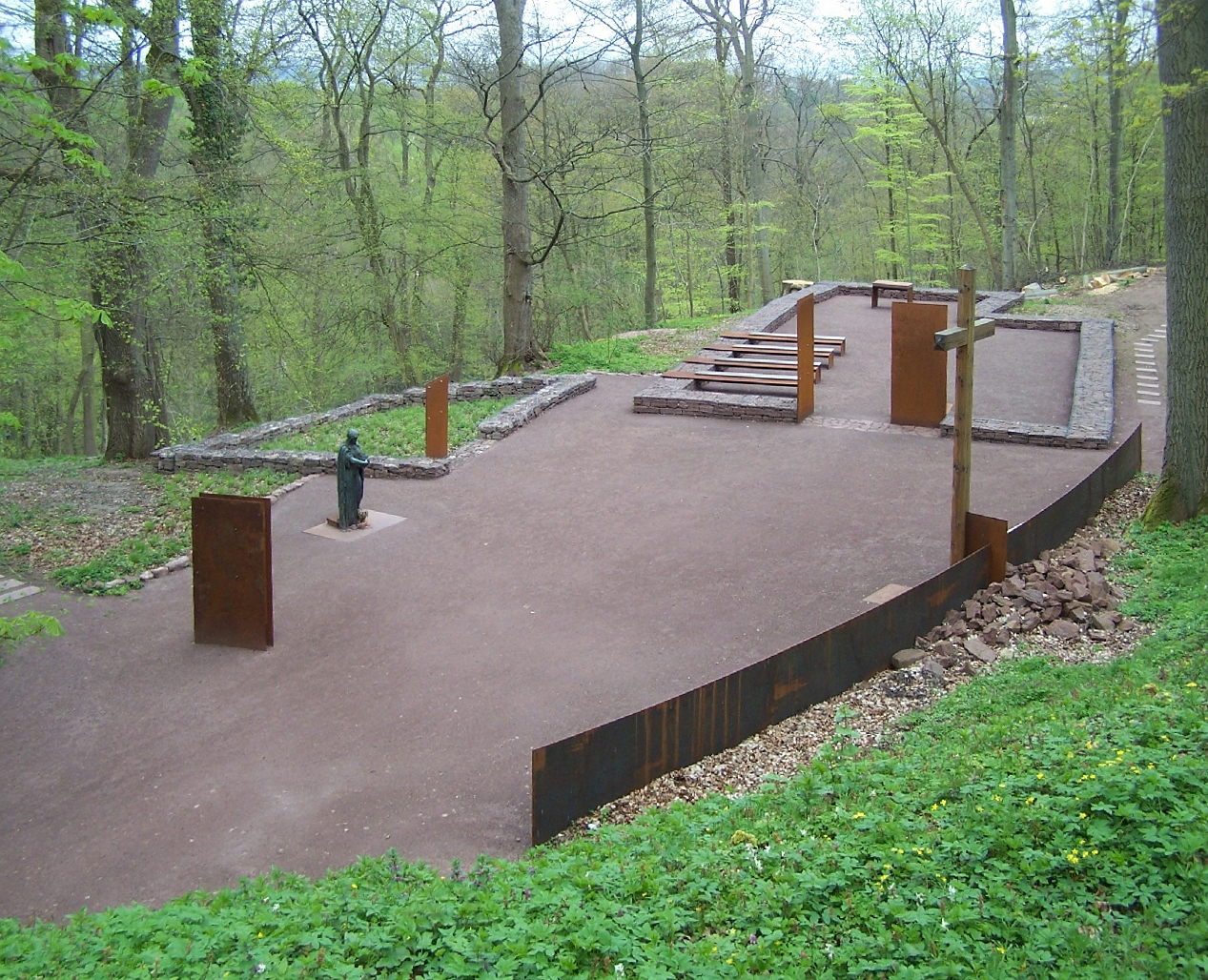
Grabungsareal Franziskanerkloster

Der Elisabethbrunnen ist Teil des Denkmalensembles der Wartburg und wird durch technische Mitarbeiter der Wartburg instand gehalten. Das Gelände ist frei zugänglich.